# Leucanopsis stipulatoides
Leucanopsis stipulatoides är en fjärilsart som beskrevs av Rothschild 1910. Leucanopsis stipulatoides ingår i släktet Leucanopsis och familjen björnspinnare. Inga underarter finns listade i Catalogue of Life.